# Головкинская улица
Головки́нская улица — широтная улица в историческом районе Рублёвики Красногвардейского административного района Санкт-Петербурга. Проходит от Салтыковской дороги до улицы Петра Смородина. Параллельна шоссе Революции и переулку Рублёвики.

## История
В начале XX века улица существовала Головкинская улица, названная так в 1909 году в память графа Г. И. Головкина (в те времена несколько проездов на территории современных Калининском и Красногвардейском районах были названы в честь сподвижников Петра I). Улица проходила от Тепловодского проспекта до проспекта Императора Петра Великого. В 1939 году Головкинскую улицу официально присоединили к Анисимову переулку, проходившему на восток от современного Пискарёвского проспекта до Пороховых, но фактически употреблялись оба названия. В 1962 году участок Головкинской улицы западнее Пискарёвского проспекта вошёл в состав проспекта Металлистов, а участок восточнее Пискарёвского проспекта официально упразднили в 1976 году.
В 2009 году проезд недалеко от железнодорожной станции Полюстрово (от Салтыковской дороги до улицы Петра Смородина) назвали Головкинской улицей по ранее упразднённой улице.
В 2013 году улице, которая в документах комитета по градостроительству и архитектуре называлась Головкинской, присвоили название Зыбинская.

## Пересечения
С запада на восток Головкинскую улицу пересекают следующие магистрали:
- Салтыковская дорога — примыкание;
- улица Петра Смородина — примыкание.

## Транспорт
Ближайшая к Головкинской улице станция метро — «Ладожская» Правобережной линии.
Движение наземного общественного транспорта по улице отсутствует.
Ближайшая к Головкинской улице грузовая железнодорожная станция — Полюстрово.